# Motacilla clara
La lavandera clara (Motacilla clara) es una especie de ave paseriforme perteneciente a la familia Motacillidae.

## Diostribución y hábitat
Tiene una amplia distribución en el África subsahariana, desde Etiopía a Sudáfrica. Su hábiotat natural en los ríos de rápida corriente o en los bosques secos subtropical o tropicales y en los bosques húmedos de montaña.

## Subespecies
- Motacilla clara chapini
- Motacilla clara clara
- Motacilla clara torrentium